# Tasmin Mitchell
Pour les articles homonymes, voir Mitchell.
Tasmin Olajuwon Mitchell, né le 25 juin 1986 à Bâton-Rouge en Louisiane, est un joueur américain de basket-ball.